# 부평 나들목
부평 나들목(Bupyeong IC)은 대한민국 인천광역시 부평구 갈산1동과 청천2동, 그리고 계양구 작전2동에 걸쳐 설치된 경인고속도로의 4번 교차로이다. 인천 시내 (계양구, 부평구 일대)로 진출할 수 있다.

## 연혁
- 1968년 12월 21일 : 경인고속도로 가좌 ~ 서울 구간 개통에 따라 영업 개시[1]

## 구조물 정보
- 위치: 인천광역시 부평구 갈산1동, 청천2동, 계양구 작전2동

## 접속하는 도로
- 계양대로 (북쪽 방향)
- 부평대로 (남쪽 방향)
- 간접 연결 : 아나지로 (국도 제6호선, 국도 제77호선, 나들목사거리 이용), 부평북로, 청천마차로

## 특이 사항
- 부평 나들목은 1980년대 중후반 사이에 톨게이트 하루 평균 약 10만 대 이상의 차량이 통과할 정도로 이용량이 집중되었다. 요금소의 위치가 인천 도심과 인접해 있었기 때문에 고속도로 이용 차량뿐만 아니라 도심 교통까지 더해져 만성적인 정체가 발생하였다. 이로 인해 인천 시내로 진입하는 차량과 고속도로를 통과하는 차량이 뒤엉키면서 심각한 교통 불편이 초래되었다.

- 부평 나들목은 본래 본선 상에 요금소 1개소, 각 출구에도 모두 요금소가 있어 총 5개의 요금소가 운영되었다. 그러다가 1991년 12월 2일 인천 요금소를 신설하면서 부천 나들목의 요금소 2개소와 함께 폐지되었다.[2]

- 부평 나들목 개통 당시에는 모든 방향으로 진·출입이 가능했지만 1991년 요금소가 폐지된 이후 부평대로에서 인천 방향 진입로와 계양대로에서 서울 방향 진입로, 고속도로에서 계양대로 방향으로 진출로가 모두 폐쇄되었다. 그러나 이 교차로를 이용해 계양구 방면으로 이용하는 차량과 부평 방면으로 이용하는 차량이 뒤엉켜 극심한 정체가 발생하다가 2011년 8월 30일에 다시 좌회전을 통해 진출할 수 있는 경로를 신설해 개통했다.[3]

## 사진

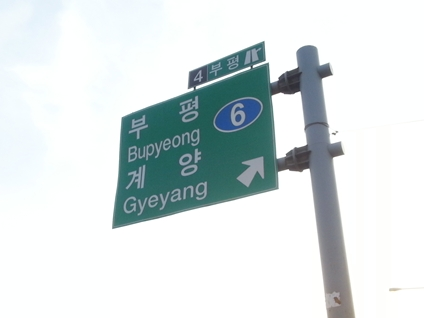
인천방향 진출로 표지판.